# Покровское сельское поселение (Воронежская область)
Покровское се́льское поселе́ние — муниципальное образование в Павловском районе Воронежской области Российской Федерации.
Административный центр — село Покровка.

## История
Статус и границы сельского поселения установлены Законом Воронежской области от 15 октября 2004 года № 63-ОЗ «Об установлении границ, наделении соответствующим статусом, определении административных центров отдельных муниципальных образований Воронежской области».

## Население
| 2005  | 2006  | 2007  | 2008  | 2009  | 2010  | 2012  |
| ----- | ----- | ----- | ----- | ----- | ----- | ----- |
| 1830  | ↘1747 | ↗1775 | ↘1771 | →1771 | ↘1702 | ↘1688 |
| 2013  | 2014  | 2015  | 2016  | 2017  | 2018  |       |
| ↘1644 | ↘1612 | ↘1594 | ↗1614 | ↘1590 | ↘1589 |       |

## Состав сельского поселения
| № | Населённый пункт | Тип населённого пункта       | Население |
| - | ---------------- | ---------------------------- | --------- |
| 1 | Грань            | село                         | ↘388      |
| 2 | Новомаксимово    | хутор                        | →1        |
| 3 | Подгоры          | хутор                        | ↘1        |
| 4 | Покровка         | село, административный центр | ↘928      |
| 5 | Ступино          | хутор                        | ↗15       |
| 6 | Черкасское       | село                         | ↘368      |